# Olearia ciliata
Olearia ciliata là một loài thực vật có hoa trong họ Cúc. Loài này được (Benth.) F.Muell. ex Benth. mô tả khoa học đầu tiên.